# Escautpont
 Escautpont  es una comuna y población de Francia, en la región de Norte-Paso de Calais, departamento de Norte, en el distrito de Valenciennes y cantón de Condé-sur-l'Escaut.
Su población en el censo de 1999 era de 4.202 habitantes. Forma parte de la aglomeración urbana de Valenciennes.
Está integrada en la Communauté d'agglomération de la Porte du Hainaut.

## Demografía
| 5953 | 5757 | 5234 | 4742 | 4327 | 4202 |
| Para los censos de 1962 a 1999 la población legal corresponde a la población sin duplicidades (Fuente: INSEE [Consultar]) |      |      |      |      |      |